# Australisch-deutsche Beziehungen
Die Staaten Deutschland und Australien verbindet ein enger wirtschaftlicher, kultureller und diplomatischer Austausch. Im Rahmen einer 2013 geschlossenen strategischen Partnerschaft kooperieren beide Staaten auch zunehmend in sicherheitspolitischen Fragen.

## Geschichte
Bei der Entdeckung von Tasmanien durch Abel Tasman im Jahre 1642 war ein deutschstämmiger Kapitän namens Holleman beteiligt, welcher das zweite Schiff steuerte. Arthur Philip, Sohn eines Frankfurter Buchhändlers, wurde 1792 erster Gouverneur von New South Wales und war als Landvermesser an der Errichtung der Stadt Sydney beteiligt. Er wurde auch der Gründer von Parramatta. Australien wurde von den Briten als Sträflingskolonie verwendet und auch einige Deutsche, welche Straftaten in England begangen hatten, landeten als Sträflinge in Australien.
Das Deutsche Reich eröffnete im späten 19. Jahrhundert ein Konsulat in Sydney. Der deutsche Konsul Carl Ludwig Sahl (1840–1897), der die meiste Zeit seines Lebens im Südpazifik verbrachte, wurde am 18. Oktober 1872 von den britischen Behörden als Diplomat akzeptiert. Er diente bis zu seinem Tod im Jahr 1897 in Sydney und wurde dort begraben.
Ein frühes Aufeinandertreffen australischer und deutscher Interessen geht auf die frühen 1880er Jahre zurück, als sowohl das Deutsche Reich als auch die Eliten der britischen Kolonie Australien an der Ausbeutung der Ressourcen der Insel Neuguinea interessiert waren. Schließlich wurde der nordöstliche Teil der Insel 1884 zum deutschen Protektorat Deutsch-Neuguinea, während Queensland den südöstlichen Teil der Insel 1883 an das Britische Weltreich anschloss. In den Jahren 1902 bis 1905, kurz nach der Gründung des Commonwealth of Australia, wurde dieses als Territorium Papua formell der australischen Verwaltung unterstellt.
Als Mitglied des britischen Weltreichs befand sich Australien sowohl im Ersten Weltkrieg (1914–1918) als auch im Zweiten Weltkrieg (1939–1945) im Krieg mit Deutschland. Mit dem Beginn des Ersten Weltkriegs wurden Namen und Straßen mit Bezug zu Deutschland umbenannt; der Illoyalität verdächtigte Deutsche wurden interniert. Mit dem Education Act 1915 wurden deutsche Schulen geschlossen. Nach der Niederlage Deutschlands im Ersten Weltkrieg wurde Deutsch-Neuguinea Teil des australisch verwalteten Territorium Neuguinea.
Im Zweiten Weltkrieg endete die Schlacht zwischen der HMAS Sydney und dem deutschen Hilfskreuzer Kormoran vor der Westküste Australiens im November 1941 mit der Versenkung beider Schiffe. Dem Feldzug in der westlichen Wüste waren kriegerische Auseinandersetzungen mit großer deutscher und australischer Beteiligung im Rahmen des Afrikafeldzugs vorausgegangen, einschließlich der Belagerung von Tobruk. Auch im Zweiten Weltkrieg wurden Deutsche in Australien als „innere Feinde“ (enemy aliens) interniert.
Nach dem Ende des Krieges nahmen Australien und die Bundesrepublik Deutschland (BRD) am 28. Januar 1952 diplomatische Beziehungen auf. Da beide Länder marktwirtschaftlich orientierte, liberale Demokratien sind, wurden beide Länder zu engen Partnern während der Zeit des Kalten Krieges und unterhielten gute diplomatische Beziehungen. Auch die wirtschaftlichen und kulturellen Beziehungen wurden intensiviert.
Demgegenüber weigerte sich die australische Regierung aus ideologischen und politischen Gründen zunächst, die Deutsche Demokratische Republik (DDR) anzuerkennen. Australien betrachtete die DDR als einen Satellitenstaat, der mit der Sowjetunion verbündet und von ihr stark beeinflusst wurde, während die DDR Australien als ein illegitimes Produkt des britischen Kolonialismus betrachtete, das dem Marxismus-Leninismus gegenüber feindlich gesinnt war.
Erst 1972, nach dem Sieg der Labor-Partei unter Gough Whitlam, erwog die Regierung die Anerkennung der DDR. Nach Verhandlungen zwischen den beiden Staaten erkannte die australische Regierung die DDR schließlich im folgenden Jahr an. Im Diplomatenviertel von Ost-Berlin in der Grabbeallee 34 wurde eine Botschaft errichtet. Nach der deutschen Wiedervereinigung im Jahr 1990 wurde die Botschaft (ebenso wie die andere in Bonn) geschlossen und 1997 eine neue Botschaft in Berlin-Mitte eröffnet.
2008 wurde eine Partnerschaft zwischen Australien und der Europäischen Union vereinbart. Im Jahre 2013 unterzeichneten Australien und die Bundesrepublik Deutschland eine strategische Partnerschaft (strategic partnership), aus der 2021 eine erweiterte strategische Partnerschaft (enhanced strategic partnership) wurde.

## Wirtschaftlicher Austausch
Im Jahre 2020 war Deutschland Australiens neuntgrößter Handelspartner. Das Handelsvolumen an Waren und Dienstleistungen belief sich in diesem Jahr auf 21 Milliarden US-Dollar. Im Jahre 2021 stand Australien in der Rangliste der größten Handelspartner Deutschlands auf Platz 28, bei Importen aus Australien in Höhe von 3,2 Milliarden Euro und Exporten nach Australien in Höhe von 13 Milliarden Euro. Deutschland exportiert nach Australien vor allem Autos, Medikamente und pharmazeutische Produkte und importiert vor allem Rohstoffe und Agrarerzeugnisse.
In Australien sind über 380 deutsche Unternehmen tätig, die bis 2020 ausländische Direktinvestitionen in Höhe von 47,2 Milliarden US-Dollar getätigt haben und knapp 58.000 Personen im Land beschäftigen. Zu den in Australien aktiven deutschen Unternehmen gehören Siemens, Bayer, Thyssenkrupp, BASF, Kaufland, Carl Zeiss, Robert Bosch, HeidelbergCement, SAP, Nordzucker, Evonik, Fresenius und Rheinmetall. In Deutschland sind im Gegenzug über 160 australische Unternehmen aktiv, die knapp 17.000 Mitarbeiter in Deutschland beschäftigen.
Seit 2018 werden Verhandlungen über den Abschluss eines Freihandelsabkommens zwischen der Europäischen Union und Australien geführt. Im Juni 2021 unterzeichneten Australien und Deutschland das Australia-Germany Hydrogen Accord, ein Abkommen zur gemeinsamen Förderung und Entwicklung von grünem Wasserstoff.

## Migration
Im 19. und 20. Jahrhundert kam es zu erheblicher deutscher Auswanderung nach Australien mit bedeutenden Einflüssen auf die Kultur des modernen Australiens. Forscher und Wissenschaftler wie Johannes Menge, Ludwig Leichhardt, Ferdinand von Mueller, Moritz Richard Schomburgk, Ludwig Becker und Charles Rasp haben einen großen Beitrag zur Erforschung und Entwicklung Australiens geleistet und bis zum Ausbruch des Ersten Weltkriegs verfügten Deutsche und die deutsche Kultur in Australien über ein hohes Ansehen. Mit Kriegsausbruch setzte ein Prozess der Assimilation ein, deutsche Schulen wurden geschlossen und viele Deutschaustralier änderten ihre Namen, um Diskriminierung zu entgehen.
Bei der Volkszählung 2016 gaben 982.219 Australier an, deutscher Abstammung zu sein und 102.598 gaben Deutschland als Geburtsland an. Australien zählt auch im 21. Jahrhundert zu den beliebtesten Zieldestinationen für deutsche Auswanderer außerhalb Europas.
Im Jahr 2019 lebten knapp 13.500 Australier in Deutschland. Die größte australische Gemeinde befindet sich in der Hauptstadt Berlin und zählt knapp 3.600 Personen.

## Kultur und Bildung
Beide Länder verbindet ein langjähriger Austausch in den Bereichen Kunst, Kultur und Sport. Goethe-Institute und deutsche Auslandsschulen sind in Sydney und Melbourne vertreten. Der Deutsche Akademische Austauschdienst (DAAD) unterhält ein Informationszentrum in Sydney. Australische und deutsche Universitäten verbinden mehr als 600 Partnerschaften, womit Deutschland einer der engsten Partner Australiens in der Bildungszusammenarbeit ist. Der DAAD und Universities Australia unterzeichneten im Dezember 2014 das Australia-Germany Joint Research Cooperation Scheme zur Förderung des gegenseitigen Forschungsaustauschs. In Australien studierten 2020 knapp 2000 deutsche Auslandsstudenten. Deutschland ist auch ein wichtiger Partner der Commonwealth Scientific and Industrial Research Organisation (CSIRO).
An australischen Schulen lernen knapp 100.000 Schüler Deutsch als Fremdsprache.

## Diplomatische Vertretungen
- Australien hat eine Botschaft in Berlin und ein Generalkonsulat in Frankfurt am Main.[15]
- Deutschland hat eine Botschaft in Canberra und ein Generalkonsulat in Sydney.[16]

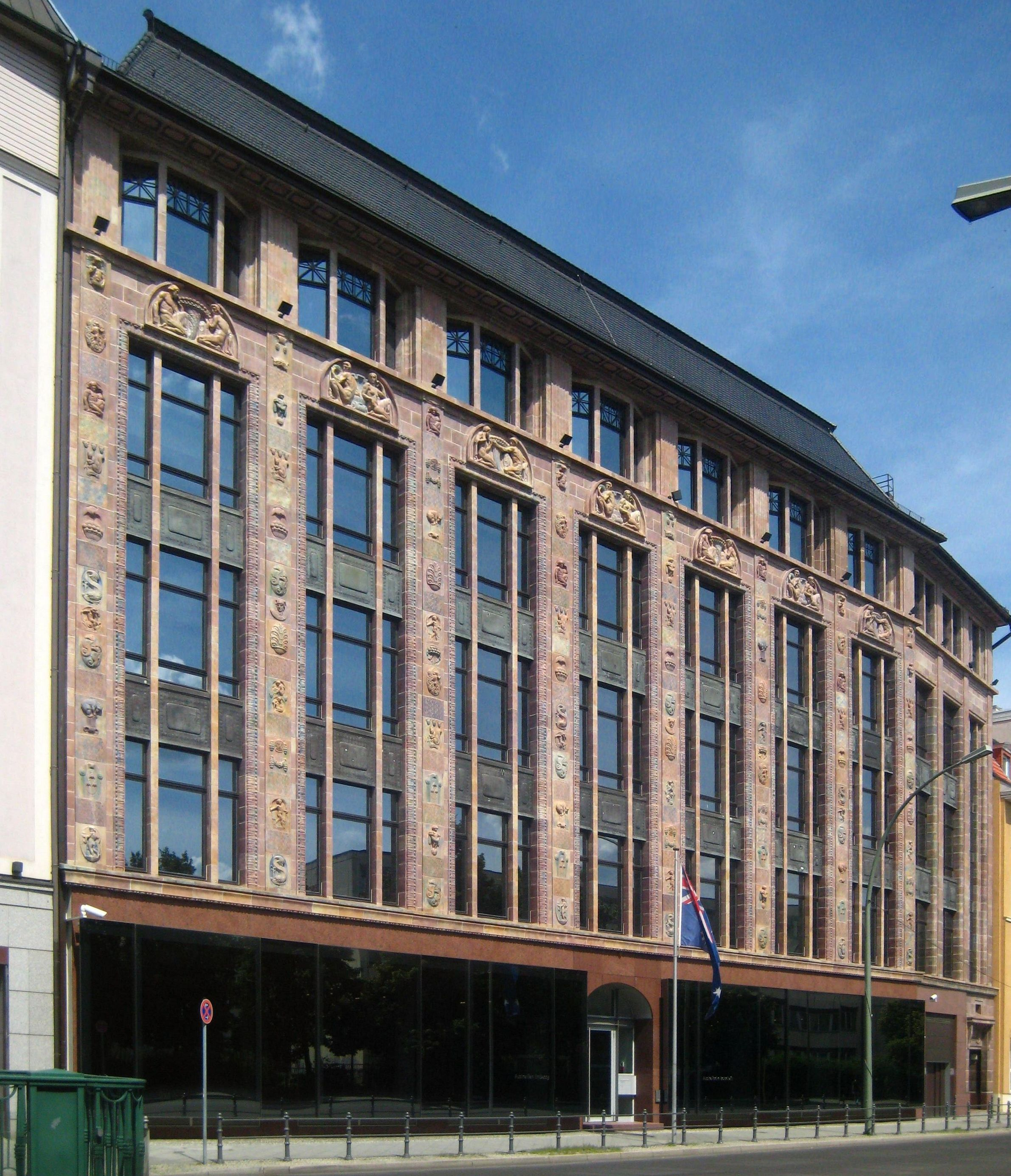
Australische Botschaft in Berlin
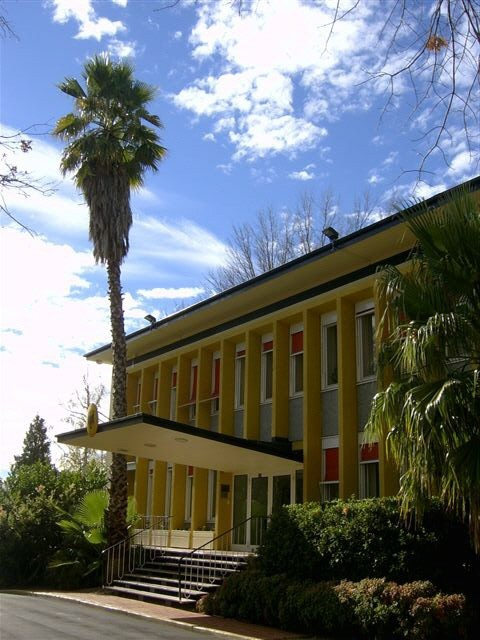
Deutsche Botschaft Canberra